# ヘラクレス (ピエロ・デラ・フランチェスカ)
『ヘラクレス』（伊: Ercole）は、イタリアのルネサンス期の巨匠、ピエロ・デラ・フランチェスカによるフレスコ画の断片である。画家の唯一の世俗的な作品であり、おそらく元々は一連の神話の人物群像の一部をなしていた。1465年以降の制作で、現在はボストンのイザベラ・スチュワート・ガードナー美術館に所蔵されている。美術館はジョセフ・リンドン・スミスから本作を購入したが、元はジョセフ・リンドン・スミスがフィレンツェの美術商、エリア・ヴォルピから購入したものだった。

## 歴史
フレスコ画であった本作は、18世紀後半にサンセポルクロのデッレ・アッジュンテ通りにある画家の子孫の部屋で再発見された。フレスコ画を壁から取り外して運び出したことにより、作品は損傷を受けた。
ライオンの毛皮を身に着けたヘラクレスは、盥の前に立って、棍棒を持っている。そして、左手を腰に当てて、両脚が非対称のコントラポストのポーズになっているヌードとして描かれている。ピエロの作品に典型的な、この厳粛で、静的でいながら、物憂い、そしてリアルなポーズは、生来のバランス感覚を有している。真面目で思慮深い顔が画面外を見つめ、喉は古典的な彫刻に基づいて解剖学的に形象化され、壁上のフリーズは古典的なモチーフの背景にヤシの葉の文様がある。清澄な光は、身体の量感と立体感を損なうことなく、影をほぼ追いやっている。これらの様式的要素は、ピエロ・デラ・フランチェスカの『聖十字架伝説』のフレスコ画、特にヘラクレスと同様のポーズで棍棒に寄りかかっている少年を含む、アダムの死の場面と本作が関連していることを示している。